# Apis mellifera adamsonii
Apis mellifera adamsonii este o subspecie a albinei melifere europene (Apis mellifera).